# Neolaparus fulvipennis
Neolaparus fulvipennis är en tvåvingeart som beskrevs av Stanley Willard Bromley 1936. Neolaparus fulvipennis ingår i släktet Neolaparus och familjen rovflugor. Inga underarter finns listade i Catalogue of Life.